# Liste der Monuments historiques in Vry
Die Liste der Monuments historiques in Vry führt die Monuments historiques in der französischen Gemeinde Vry auf.

## Liste der Objekte
| Bezeichnung               | Beschreibung                                | Standort                     | Kennzeichnung | Schutzstatus | Datum | Bild |
| ------------------------- | ------------------------------------------- | ---------------------------- | ------------- | ------------ | ----- | ---- |
| Kreuzigungsretabel        | Stein, drittes Viertel des 14. Jahrhunderts | in der Kirche St-Remi (Lage) | PM57000855    | Inscrit      | 1977  |      |
| Skulptur Madonna mit Kind | Kalkstein, Mitte des 15. Jahrhunderts       | in der Kirche St-Remi (Lage) | PM57000409    | Classé       | 1984  |      |